# يفتاح

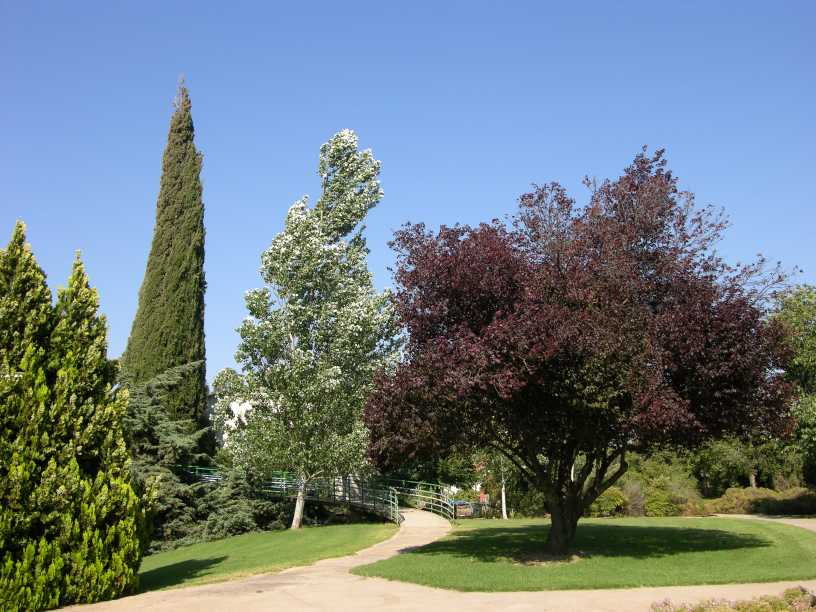
يفتاح

يفتاح (بالعبرية: יִפְתָּח) هي كيبوتس في شمال إسرائيل يقع بالقرب من الحدود اللبنانية وكريات شمونة، وهو يقع ضمن اختصاص مجلس الجليل الأعلى الإقليمي، وفي عام 2017 كان عدد سكانها 520 نسمة.

## التاريخ
تم تأسيس كيبوتس في 18 أغسطس 1948 من قبل جنود البلماح الذين تم تسريحهم والذين كانوا أعضاء في لواء يفتاح الذي تم تسمية الكيبوتس على اسمه، بالقرب من حصن النبي موسى.[بحاجة لمصدر]

يقع يفتاح بالقرب من جاحولا، ولكن على أرض تابعة لقرية قادس الفلسطينية المهجرة.

## صور تاريخية

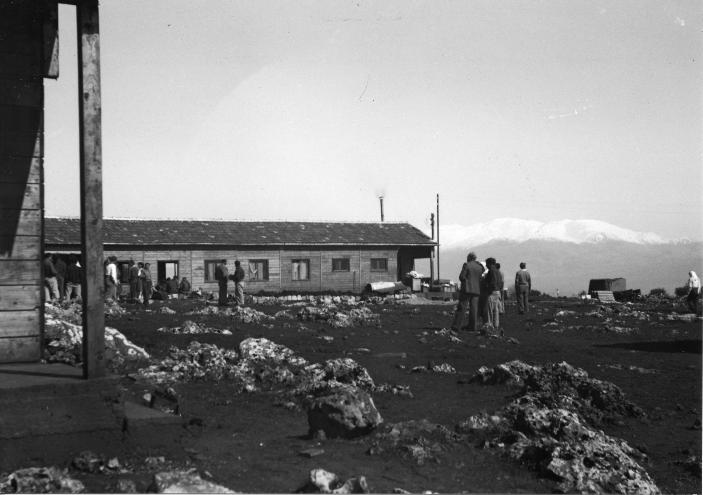
افتتاح قاعة الطعام، 1948.
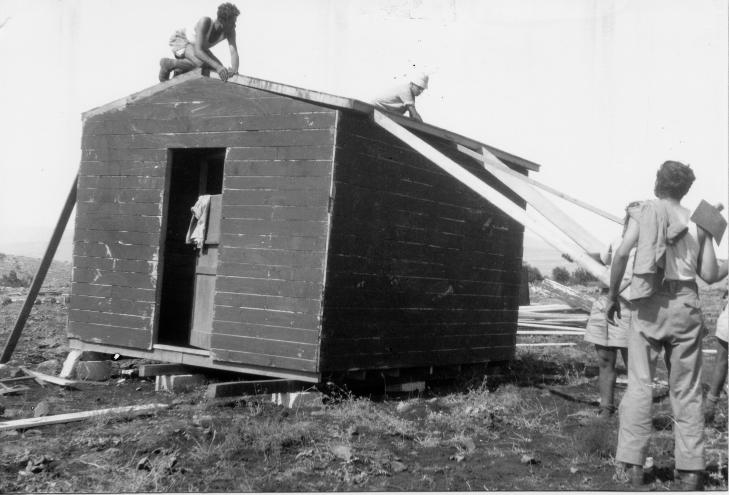
كيبوتس يفتاح، قيد الإنشاء، 1948.
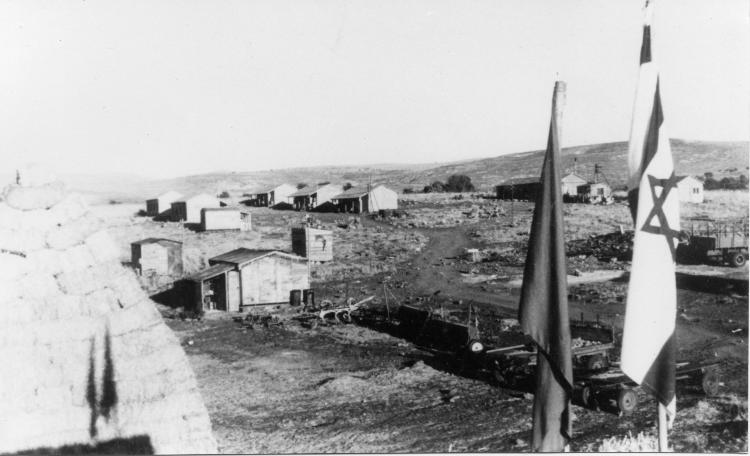
كيبوتس يفتاح، يوم العمال 1949

## وصلات خارجية
- الموقع الرسمي (بالعبرية)